# Flattbush
Flattbush é uma banda de grindcore dos Estados Unidos.